# Янь (приток Пливы)
Янь (серб. Јањ) — река на Балканах, протекает по территории Республики Сербской (Босния и Герцеговина). Правый приток реки Плива. Также Янь — это название географической, исторической и культурной области, в общине Шипово

## Река
Река Янь образуется в 13 км к югу от Шипова между сёлами Бабича и Строица слиянием нескольких притоков на высоте 612 м. В верхнем течении протекает в глубоком каньоне, чьи крутые скалы достигают 200 м. Течёт на север в сторону города Шипова.
В 9 км от города расположены Яньские острова — долина длиной около 1 км, где Янь разливается в многочисленные протоки, которые затем соединяются вновь. Яньские острова являются популярным туристическим местом. Каньон реки Янь является охраняемой природной территорией Республики Сербской. Янь впадает в Пливу примерно в 1 км к юго-востоку от Шипова на высоте 440 метров. Каньон реки Янь сложен из мезозойского известняка. В долине Яни расположен римский памятник, высеченный в скале.
Река Янь чрезвычайно богаты форелью и хариусом, благодаря чему пользуется популярностью среди рыболовов. Река также является источником питьевой воды для общины Шипово.

## Историческая область
Янь — это географическая, историческая и культурная область, простирающаяся к югу от Шипова до Купреса. В эту область входят примерно 18 сёл в районе долины реки Янь. Область Янь включает в себя около 85 % площади общины Шипово и занимает 450 км². В области Янь находится Яньское плато, Грбавичское поле, гора Виторог, Ваганская пещера, монастырь Глоговац и другие достопримечательности.

## Галерея

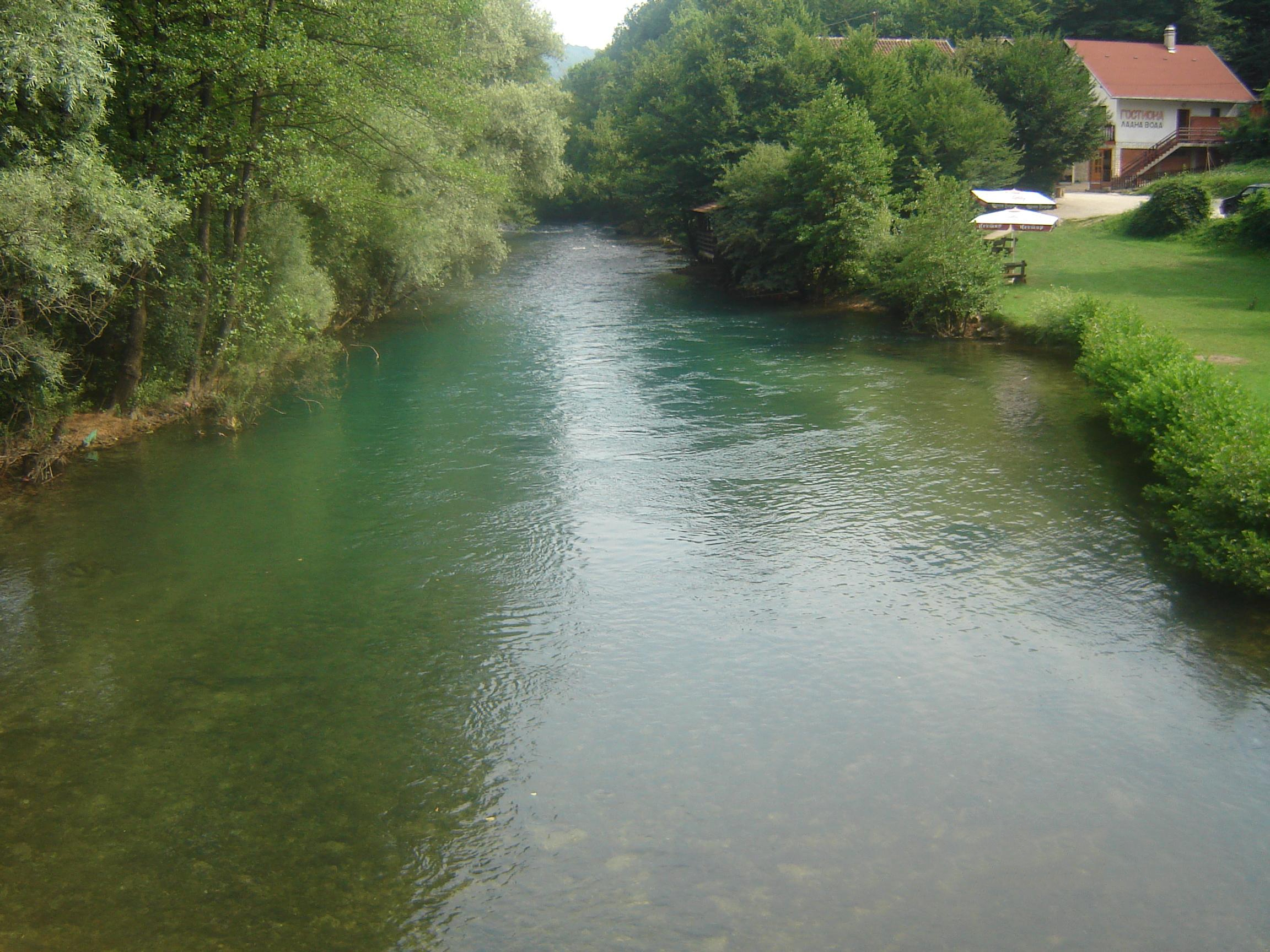
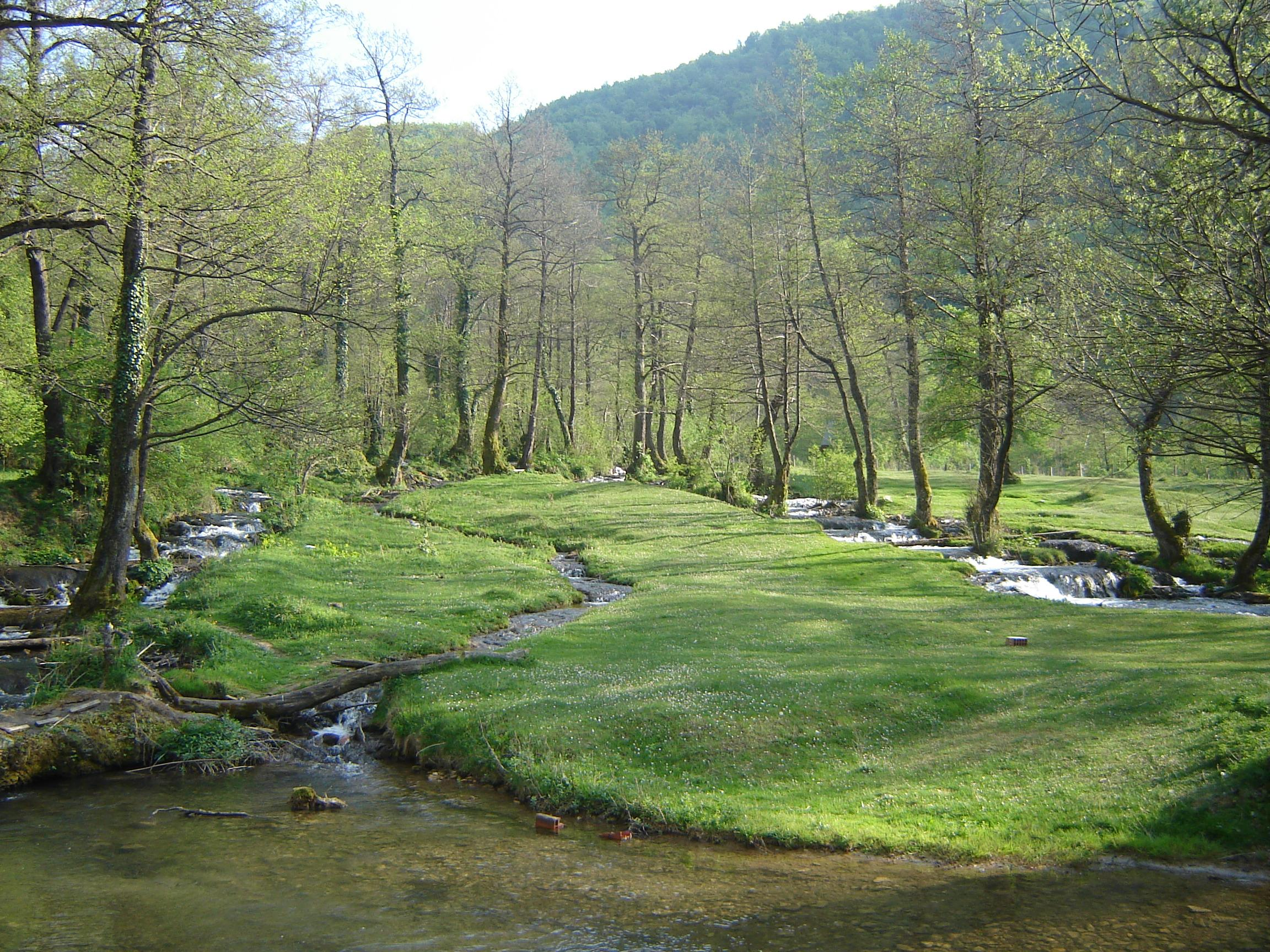
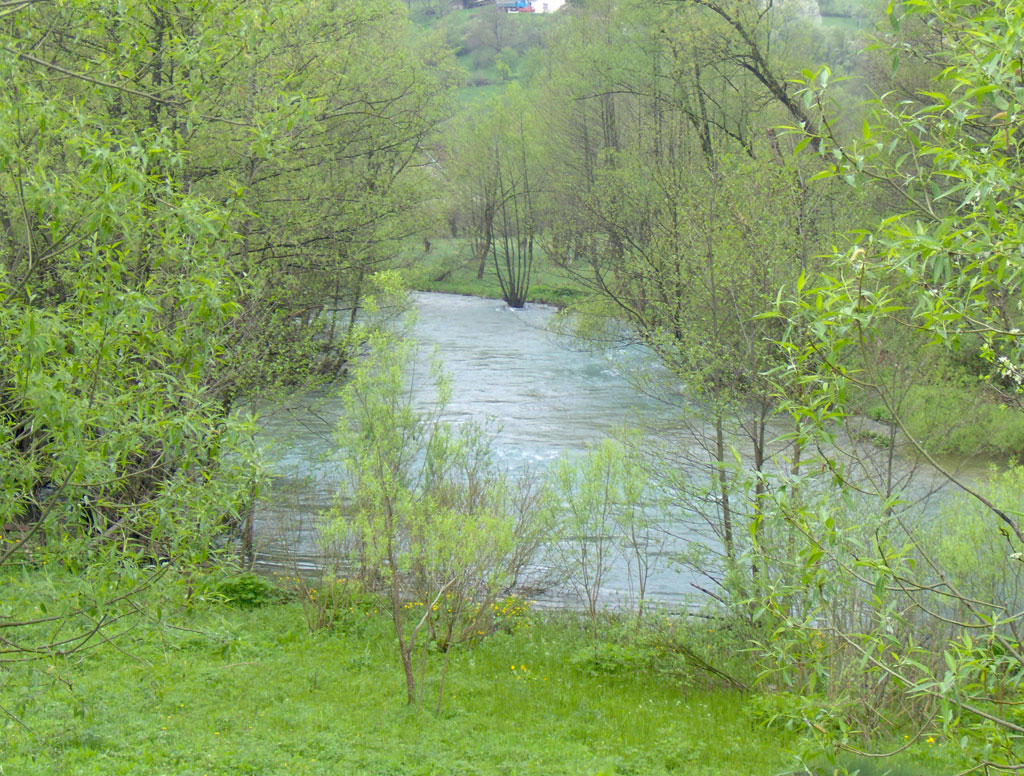